# Бикбов, Мухаррам Мухтарамович
Мухарра́м Мухтара́мович Би́кбов (баш. Мөхәррәм Мөхтәрәм улы Бикбов; род. 4 апреля 1957 года) — офтальмолог, врач высшей категории. Доктор медицинских наук (1998), профессор (2009). Директор ГБУ «Уфимский НИИ глазных болезней АН РБ». Заслуженный врач Республики Башкортостан (1996) и Российской Федерации (2013). Член-корреспондент Академии наук АН РБ (2016).

## Биография
Родился 4 апреля 1957 года в селе Первое Имангулово Октябрьского района Оренбургской области.
В 1974 году поступил и в 1980 году окончил Башкирский государственный медицинский институт по специальности лечебное дело. В 1979—1980 годах работал фельдшером Станции скорой медицинской помощи г. Уфы.
В 1980—1985 годах работал врачом-ординатором, заведующим глазного отделения больницы г. Кумертау. С 1985 года работает в Уфимском НИИ глазных болезней руководителем отделения восстановительной хирургии глаза у детей, с 1998 г. — заместителем директора УфНИИ ГБ по экономике и научно-производственной работе. С января 2006 года Бикбов М. М. — директор ГБУ «Уфимский НИИ глазных болезней АН РБ».
В 1991 году Бикбов М. М. защитил кандидатскую диссертацию на тему «Эпикератофакия в хирургической коррекции афакии у детей», в 1998 году — докторскую диссертацию на тему «Коррекция анизометропии высокой степени у детей».
Бикбов Мухаррам Мухтарамович — член-корреспондент Академии наук Республики Башкортостан, главный внештатный офтальмолог Министерства здравоохранения Республики Башкортостан, первый заместитель Председателя Общества офтальмологов России, член Президиума общества офтальмологов России, председатель правления Башкирского регионального отделения общества офтальмологов России, Президент Регионального отделения по РБ Межрегиональной общественной организации — «Ассоциация врачей-офтальмологов», член правления Ассоциации руководителей офтальмологических клиник России, член Европейского общества катарактальных и рефракционных хирургов (ESCRS), член Азиатско-Тихоокеанского общества катарактальных и рефракционных хирургов (APACRS), член Американского общества катарактальных и рефракционных хирургов (ASCRS), член Американской академии офтальмологии (ААО). Он является членом диссертационного совета при ФГАУ "НМИЦ «МНТК „Микрохирургия глаза“ им. академика С. Н. Федорова» МЗ РФ, главным редактором журнала «Точка зрения. Восток-Запад», заместителем главного редактора журнала «Офтальмохирургия», членом редколлегии и редакционных советов отечественных и зарубежных журналов «Катарактальная и рефракционная хирургия», «Российский офтальмологический журнал», «Мир офтальмологии», «Вестник офтальмологии», «Российская детская офтальмология», «Клиническая офтальмология», «Новости глаукомы», «Офтальмологический журнал Казахстана». О значимости теоретических и прикладных исследований Бикбова М. М. свидетельствуют выступления в качестве приглашённого докладчика на российских и зарубежных симпозиумах и конгрессах. Он осуществляет научное сотрудничество с ведущими университетами мира — Германии, Великобритании, Сингапура, Японии и др., результатами которых являются публикации в международных журналах с наиболее высоким импакт-фактором: Nature Genetics, Nature , The Lancet, International Journal of Epidemiology, American Journal of Ophthalmology, British Journal of Ophthalmology, Investigative Ophthalmology & Visual Science, Acta Opthalmologica, Scientific Reports, BMP Public Health, BMJ и др.
Бикбов Мухаррам Мухтарамович — врач высшей категории. Доктор медицинских наук. Профессор.

## Научная деятельность
Под руководством Бикбова Мухаррама Мухтарамович защищены 8 докторских и 20 кандидатских диссертаций.
Он является автором 782 научных работ, 16 монографий, 133 патентов РФ.

### Труды
- Рефракционная эпикератопластика у детей (монография). Изд-во «Гилем», Уфа — 2000
- Цитокины в клинической офтальмологии (монография), Уфа-2008
- Комплексная диагностика заболеваний орбиты (монография), Уфа-2008
- Витреоретинальная хирургия при заболеваниях и травмах глаз (монография), Уфа-2008
- Организационные аспекты и механизмы повышения эффективности восстановительного лечения в санаторно-курортной практике (монография), Уфа-2008
- Вторичная имплантация заднекамерных линз у детей (монография), Уфа-2009
- Рефракционная амблиопия. Хирургическое и консервативное лечение детей и подростков (монография), Уфа-2010
- Гемангиомы придаточного аппарата глаза у детей (клиника, диагностика, лечение), (монография), Уфа-2011
- Эктазии роговицы (патогенез, патоморфология, клиника, диагностика, лечение), (монография), Москва-2011
- Первичная отслойка сетчатки (монография), Москва-2012
- Глаукома. Национальное руководство (монография), Москва-2013
- Возрастная макулярная дегенерация (монография), Москва-2013

## Награды и звания
- «Заслуженный врач Российской Федерации»
- «Заслуженный врач Республики Башкортостан»
- Победитель Всероссийского конкурса молодых учёных-офтальмологов, 1989 г., 1996 г.
- Почётный знак «Учёный года», 2010 г.
- Лауреат Премии комсомола Башкирии, 1987 г.